# Surgela
La Surgela è stata un'azienda alimentare italiana, attiva nella produzione di alimenti surgelati.

## Storia
L'azienda venne fondata 29 marzo 1956 con il nome di Industria Frigorifera Vittorugo Mallucci. Nel 1961 divenne Surgela - Industrie Frigorifere e Conserviere della Valle del Tronto, e nel 1963 Industrie Alimentari e Conserviere della Valle del Tronto. Alla fine degli anni settanta venne acquisita dalla SME.
Nel 1982 venne incorporata nella Italgel, diventandone un marchio.
Nel 1993 la SME vendette l'Italgel alla Nestlé e il marchio Surgela scomparve, venendo assorbito dai marchi Buitoni e Valle degli Orti.

## Eventi successivi
Nel 2001 lo stabilimento ex-Surgela di Porto d'Ascoli fu venduto al gruppo italiano Foodinvest, dietro l'impegno che Nestlè avrebbe continuato ad acquistare i suoi prodotti per un periodo di cinque anni.
Nel 2009 Foodinvest Verde S.r.l. venne dichiarata fallita dal Tribunale di Ascoli e lo stabilimento venne affittato da Vinfood S.p.A., che trasformò la ex-Surgela in Ortofrost S.r.l. Nonostante gli enormi sforzi fatti per riaprire il sito produttivo da parte della Ortofrost, le istituzioni soprattutto quelle locali non mantennero le promesse fatte alla nuova cordata relativamente al ridimensionamento delle tariffe dell'acqua nonché del costo dell'energia elettrica. Nel marzo del 2012, dopo i primi tre anni di nuova gestione, alla Ortofrost venne ordinato di chiudere lo stabilimento fallendo per la seconda volta nell'arco di tre anni.